# Zabójstwo Daniela Morcombe’a
Daniel James Morcombe (ur. 19 grudnia 1989, zm. 7 grudnia 2003) – 13-letni chłopiec z Australii, uprowadzony ze Słonecznego Wybrzeża w stanie Queensland 7 grudnia 2003. W sierpniu 2011 r. były mieszkaniec Słonecznego Wybrzeża, Brett Peter Cowan (ur. 18 września 1969), został oskarżony o zabójstwo Morcombe’a. W tym samym miesiącu za pomocą testów DNA potwierdzono, że kości znalezione na obszarze przeszukiwanym pod nadzorem policji przez Stanowe Służby Ratunkowe (State Emergency Service) należały do chłopca. 13 marca 2014 Cowan został uznany za winnego morderstwa i skazany na dożywotnie więzienie za czyny nieobyczajne wobec nieletniego oraz bezczeszczenie zwłok. W sierpniu 2031 będzie mógł się ubiegać o zwolnienie warunkowe.

## Uprowadzenie i morderstwo
W niedzielę 7 grudnia 2003 Daniel został uprowadzony z przystanku autobusowego na żądanie pod wiaduktem Kiel Mountain Road w dzielnicy Woombye na Słonecznym Wybrzeżu, około 2 kilometry na północ od The Big Pineapple. Morcombe planował złapać autobus o 13:35 do centrum handlowego Sunshine Plaza, by pójść do fryzjera i kupić świąteczne prezenty dla rodziny.
Według zeznań świadków, Daniela widziano po raz ostatni około 14:10 na Nambour Connection Road pod wiaduktem Kiel Mountain Road. Autobus, którym chłopiec miał jechać, zepsuł się kilka kilometrów przed przystankiem i był z tego powodu opóźniony. Kiedy nadjechał autobus zastępczy, Morcombe próbował go zatrzymać, ale kierowca minął go ze względu na opóźnienie oraz na fakt, że był to jedynie nieoficjalny przystanek na żądanie. Kierowca autobusu nadał do dyspozytora wiadomość, by wysłano po chłopca kolejny autobus. Kierowca i inni świadkowie zeznali później, że widzieli dwóch mężczyzn – jednego stojącego bliżej Daniela, a drugiego nieco dalej. Po trzech minutach nadjechał kolejny autobus, lecz nikogo już nie zastał na przystanku.

## Śledztwo
Morderstwo Daniela Morcombe’a było jedną z najdokładniej badanych spraw w historii stanu Queensland. Do dnia 12 grudnia 2008 r. zaoferowano łączną nagrodę za pomoc w rozwiązaniu sprawy w wysokości miliona dolarów australijskich: 250 tysięcy dolarów zaoferował rząd, a pozostałe 750 tysięcy przekazały osoby prywatne. Część nagrody przekazanej prywatnie straciła ważność o północy 31 maja 2009 roku. Tego samego dnia sieć telewizyjna Seven Network doniosła, że skazywany już wcześniej za pedofilię podejrzany (zidentyfikowany przez media jako Douglas Jackway) może być zamieszany w sprawę. Jackway został zwolniony z więzienia w 2003 r. miesiąc przed zaginięciem Morcombe’a.
Na początku 2009 roku śledztwo zdawało się prowadzić donikąd, jednak w maju na przystanku, z którego prawdopodobnie uprowadzono Morcombe’a umieszczono gliniany model człowieka prawdopodobnie zamieszanego w porwanie. W ciągu kilku dni policja odebrała ponad 300 zgłoszeń z możliwymi poszlakami. W czerwcu 2009 rząd Queensland został skrytykowany przez parlament australijski za zwolnienie Jackwaya. Jeden z posłów stwierdził, że dowody przedstawione przez Sąd Najwyższy były wystarczające, by przypuszczać, iż Jackway popełni kolejne przestępstwo. Sprowokowane rozgłosem ruchy społeczne broniące wolności obywatelskich rozpoczęły walkę o prawo zakazujące mediom ujawniania nazwisk osób powiązanych ze sprawami kryminalnymi. W lipcu 2009 rodzice Morcombe’a wysunęli żądania o wszczęcie prowadzonego przez koronera publicznego dochodzenia w sprawie ustalenia przyczyn zgonu (Coroner's Inquest), wierząc, że w ten sposób dowiedzą się prawdy o porwaniu i morderstwie swojego syna. Państwo Morcombe doszli do wniosku, że po ponad pięciu latach nadszedł najwyższy czas na takie dochodzenie. Rodzice chcieli w szczególności wysłuchać kilku kryminalistów, którzy zgłosili policji, że wiedzą kto zabił chłopca oraz gdzie zakopano jego ciało. Dochodzenie koronera trwało od października 2010 do kwietnia 2011. Na świadków powołano kierowcę autobusu, który nie zatrzymał się, by zabrać Daniela Morcombe’a z przystanku pod wiaduktem Kiel, kobietę, która widziała mężczyznę kręcącego się niedaleko czekającego na transport chłopca oraz kilka innych osób.

### Zarzut morderstwa: Brett Peter Cowan
13 sierpnia 2011, w wyniku szeroko zakrojonej tajnej operacji policyjnej, Brett Peter Cowan został aresztowany i oskarżony o morderstwo Morcombe’a oraz inne przestępstwa takie jak porwanie dziecka, pozbawienie wolności, czyny nieobyczajne wobec nieletniego poniżej 16 roku życia oraz bezczeszczenie zwłok. Już w 2006 roku Cowan zeznał, że jadąc po marihuanę do swojego dilera przejeżdżał w dniu zaginięcia Daniela tą samą drogą, na której widziano chłopca po raz ostatni. Cowan zeznał również, że widział chłopca oraz że podszedł do niego i zaoferował mu podwiezienie do centrum handlowego, po tym jak zaparkował samochód obok pobliskiego kościoła. Mniej więcej w tym samym czasie z prywatnej posesji przy Russell Island zostało skradzione białe Mitsubishi Pajero. Dziś, w oparciu o zeznania świadka w dochodzeniu koronera w kwietniu 2011 stwierdzające, że widział on podobny pojazd zaparkowany 100 metrów (330 stóp) na północ od miejsca, gdzie ostatni raz widziano chłopca, uważa się, że pojazd ten został użyty do uprowadzenia Daniela.

### Odnalezione szczątki
21 sierpnia 2011 r. znaleziono dwa buty i trzy ludzkie kości na przeszukiwanym terenie w górach Glass House Mountains. Testy kryminalistyczne potwierdziły, że kości należały do Daniela. Buty były podobne do tych, które chłopiec miał na sobie w dniu zaginięcia. Znaleziono również bieliznę i pasek. Chłopiec posiadał także charakterystyczny zegarek kieszonkowy z wygrawerowanym napisem „dan”, który nie został odnaleziony. Do zakończenia śledztwa znaleziono siedemnaście kości, w tym żebro, biodro, nogę, ramię i kręgi. Po porównaniu materiału genetycznego ze szczoteczki do zębów chłopca, potwierdzono, że wszystkie szczątki należały do Morcombe’a. Dowody te pozwoliły rodzinie na pochowanie syna. Pogrzeb odbył się w Siena Catholic College w dniu 7 grudnia 2012 r. Uczestniczyło w nim ponad 2000 osób.

## Proces
7 lutego 2014 r. Cowan został postawiony przed sądem. Oskarżono go o morderstwo, czyny nieobyczajne wobec nieletniego poniżej 16. roku życia oraz bezczeszczenie zwłok. Proces w Sądzie Najwyższym stanu Queensland rozpoczął się 10 lutego 2014 r. i prowadzony były przez sędzię Roslyn Atkinson. Prokuratura zakończyła przedstawianie oskarżenia 7 marca. 116 świadków złożyło zeznania, a ponad 200 przedmiotów przedstawiono jako dowody rzeczowe. Cowan nie przyznał się do winy i odmówił składania zeznań. 13 marca 2014 r. Cowan został uznany winnym wszystkich zarzutów. Cowan miał dwa wcześniejsze wyroki za przestępstwa związane z molestowaniem dzieci. 14 marca 2014 r. został skazany na dożywocie z możliwością zwolnienia warunkowego po 20 latach. Został również skazany na trzy i pół roku więzienia za nieobyczajne czyny wobec Morcombe’a i dwa lata za zbezczeszczenie jego zwłok. Te wyroki miały być odbywane jednocześnie. Po ogłoszeniu wyroku sędzia Roslyn Atkinson powiedziała: „Uważam, że nie powinno ci przysługiwać zwolnienie przed upływem 20 lat”, co będzie mogło mieć wpływ na długość jego kary. Cowan odwołał się od wyroku do Sądu Apelacyjnego w Queensland pod przewodnictwem sędzi Margaret McMurdo, domagając się unieważnienia wyroku skazującego. Jego prawnicy twierdzili, że: “zeznanie uzyskane podstępem przez policję nie powinno być traktowane jako dowód podczas procesu.” 21 maja 2015 r. apelacja Cowana została odrzucona. Jarrod Blejie, były prokurator generalny Queensland, apelował o zwiększenie minimalnego wyroku 20 lat pozbawienia wolności. Ten wniosek również został odrzucony.

## Konsekwencje sprawy

### Fundacja Daniela Morcombe’a
Rodzina Morcombe założyła “Fundację Daniela Morcombe’a”, a jej środki przeznaczono zarówno na utrzymanie zaginięcia chłopca w centrum zainteresowania opinii publicznej, jak i próbę odkrycia losów ich syna. Celem fundacji jest edukacja dzieci w zakresie bezpieczeństwa osobistego oraz szerzenie świadomości w całej Australii na temat niebezpieczeństw płynących ze strony groźnych kryminalistów. Starania te są wspierane przez australijskie media, szczególnie w każdą rocznicę zaginięcia chłopca, kiedy obchodzony jest “Dzień dla Daniela”, promujący temat podatności dzieci na zagrożenia. Tego dnia organizowana jest co roku również “Przejażdżka dla Daniela”, której trasa wynosi 50 km wzdłuż Słonecznego Wybrzeża. To wydarzenie odbywa się każdego roku od 2005 r.
W 2015 roku Bruce Morcombe rozmawiał z rodziną innego zaginionego dziecka, Williama Tyrrella, i ostrzegł ich, że przytłoczą ich “nietypowe... wręcz niepokojące informacje”. Stwierdził, że to bolesne doświadczenie i powiedział, że mimo iż otrzymali setki wskazówek na temat „szop lub zbiorników wodnych”, to jednak żadna z nich nie była pomocna. Wskazówki te nie mogły być jednak zignorowane, gdyż mogły zawierać „skryte przyznanie się do winy”. Nagrania z monitoringu były bardziej pomocne, ponieważ umożliwiały podważenie alibi potencjalnych sprawców. Ojciec Daniela powiedział rodzinie zaginionego chłopca, aby nie tracili nadziei, ponieważ tylko ona im została, a reszta leży w rękach policji, która zrobi wszystko, żeby rozwiązać sprawę.

## Media
Morderstwo Morcombe’a było tematem premierowego odcinka programu dokumentalnego Crime Investigation Australia zatytułowanym „Tears for Daniel" („Łzy dla Daniela”) wyemitowanego w 2005 r. Planowano również film w reżyserii Petera Cousensa i Deana Cundeya, pod tytułem Where is Daniel? (Gdzie jest Daniel?). 2 lipca 2017 sprawa omawiana była w podcaście Casefile True Crime. Na podstawie wydarzeń związanych ze sprawą Morcombe'a reżyser Thomas M. Wright nakręcił w 2022 roku film "Nieznajomy" z Joel'em Edgertonem w roli głównej.